# Läsarnas Fria Tidning
Läsarnas Fria Tidning var en tidskrift som byggde på så kallad medborgarjournalistik och distribuerades till betalande prenumeranter en gång per vecka (torsdagar). Alla som ville vara med kunde vara delaktiga i skapandet av tidningen. Redaktionen var webbaserad, texter och bilder lämnades in och bearbetades på nätet.
Materialet i tidningen licenserades under en Creative Commons-licens.
Första numret av papperstidningen kom ut 6 september 2007 och det sista numret kom ut 21 december 2009. Läsarnas Fria Tidning gavs ut av mediekooperativet Fria Tidningar.